# ماثيو لوبيز
ماثيو لوبيز (بالإنجليزية: Matthew Lopez) هو فنان قتال مختلط أمريكي، ولد في 21 يناير 1987 في توسان في الولايات المتحدة.

## وصلات خارجية
- ماثيو لوبيز على موقع يو إف سي (الإنجليزية)
- ماثيو لوبيز على موقع شيردوغ (الإنجليزية)
- ماثيو لوبيز على موقع Tapology.com (الإنجليزية)
- ماثيو لوبيز على موقع IMDb (الإنجليزية)
- ماثيو لوبيز على موقع قاعدة بيانات الفيلم (الإنجليزية)